# Crêts en Belledonne
Crêts en Belledonne – gmina we Francji, w regionie Owernia-Rodan-Alpy, w departamencie Isère. W 2013 roku liczba ludności na terenie obecnej gminy wynosiła 3335 mieszkańców.
Gmina została utworzona 1 stycznia 2016 roku z połączenia dwóch wcześniejszych gmin: Morêtel-de-Mailles oraz Saint-Pierre-d’Allevard. Siedzibą gminy została miejscowość Saint-Pierre-d’Allevard.